# تیفوس آندمیک
تیفوس یک بیماری حاد تبدار ناشی از باکتری ریکتزیا و منتقله از حشرات آلوده‌است. این بیماری دارای سرایت فرد به فرد نیست. این عفونت ممکن است پوست، دستگاه عصبی مرکزی، لوله گوارش و عضلات را درگیر سازد.
به‌طور کلی چند نوع تیفوس داریم . تیفوس اپیدمیک یا شپشی و تیفوس آندمیک یا تیفوس ککی یا تیفوس موشی که عامل آن ریکتزیا تیفی ( R.typhi ) است .
تیفوس ککی یک بیماری مشترک انسان و جانوران است . مخزن عفونت موش است. در موش عفونت به شکل ناپیدا، دراز مدت و غیر کشنده‌است . انتشار عفونت بین موشها به وسیلهٔ کک موش (x.Cheopis) است . هرگاه یک x.Cheopis سرگردان بماند، انسان راآلوده می‌کند و سبب انتقال عفونت به انسان می‌شود . در اصل، راه انتقال بیماری به انسان گزش کک نیست.

## راههای انتقال بیماری
(۱) تلقیح مدفوع کک ( Flea ) آلوده
(۲) استنشاق مدفوع آلوده‌کننده خشک شده
پس از آلودگی کک این حشره تا پایان عمر آلوده می‌ماند . کک نمی‌تواند از راه تخمدان ریکتزیا را منتقل نماید.

## علایم و درمان
علائم تیفوس آندمیک شبیه بیماری تیفوس اپیدمیک بوده ولی خفیف تر است . تب، لرز، درد عضلانی، درد شکمی، سرفه، سردرد، بثورات پوستی ( راشهای قرمز) بدون اسکار، تهوع و استفراغ. درمان با آنتی‌بیوتیک‌هایی نظیر تتراسیکلین‌ها مثل داکسی سیکلین یا کلرامفنیکل است .